# Gongylosoma scriptum
Gongylosoma scriptum is een slang uit de familie van toornslangachtigen (Colubridae), die voorkomt in Myanmar, Cambodja, India en Thailand.